# 브라질 원주민

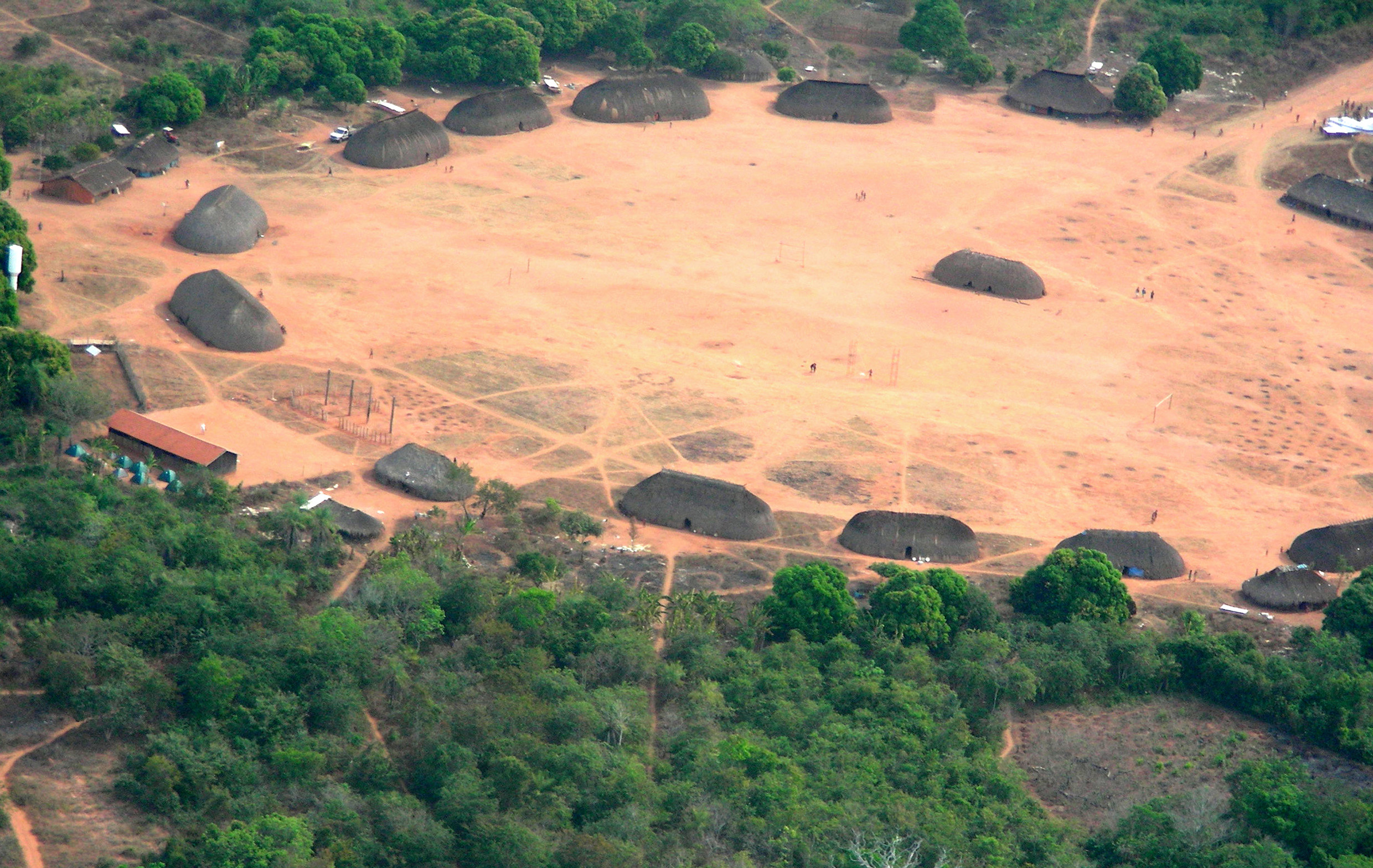
싱구족의 원주민 영토

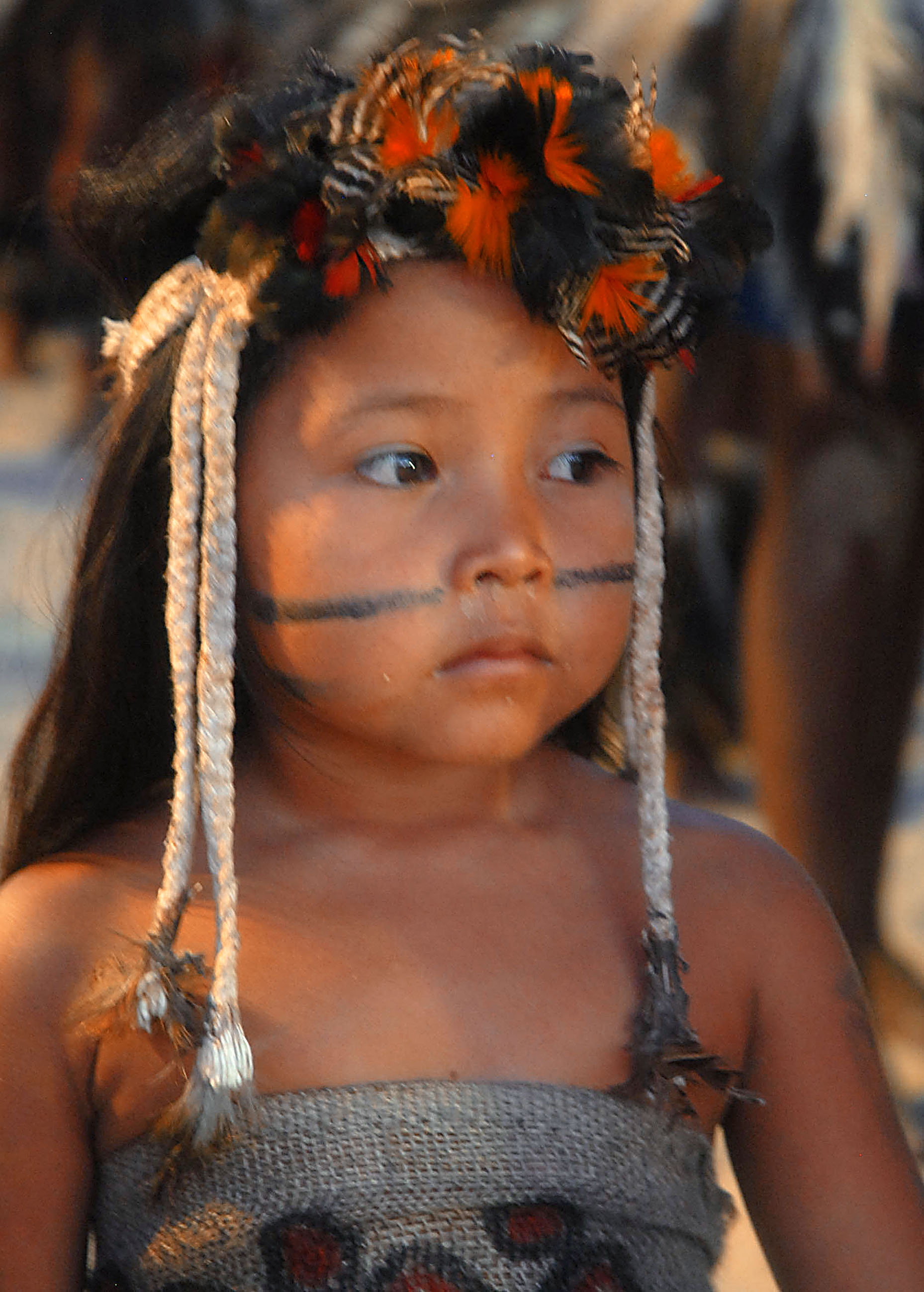
테레나족 소녀

브라질 원주민(브라질 포르투갈어: Povos indígenas do Brasil, 스페인어: Pueblos indígenas de Brasil)은 브라질의 아메리카 원주민이다. 2010년 기준 인구는 817,963명이며, 전체 인구의 0.43%를 차지한다.
포르투갈인들이 브라질의 해안 지역에 처음 도달한 이후 원주민은 크게 투피족과 타푸이아(Tapuia)라는 두 그룹으로 분류되었다. 투피족이라 하면 해안 지대에 주로 거주하는 민족 계통을 가리켰고, 타푸이아라 하면 단순히 투피족을 제외한 모든 원주민족들, 즉 내륙에 주로 거주하는 집단들을 통틀어 가리키는 말이었다.

## 주요 집단
다음은 원주민 집단의 예시이다.
- 아마나예족
- 아티쿵족
- 아와-구아자족
- 바니와족
- 보토쿠두족
- 바라족
- 에나웨네나웨족
- 과라니족
- 카디웨우족
- 카잉강족
- 카마유라족
- 카라자족
- 카야포족
- 쿠베오족
- 카시나와족
- 코카마족
- 코루부족
- 쿨리나족
- 음바야족
- 마쿠시족
- 마체스족
- 문두루쿠족
- 무라족
- 남비콰라족
- 오파예족
- 파이타비테라족
- 파나라족
- 팡카라루족
- 파타쇼족
- 피라항족
- 파이테르족
- 포티구아라족
- 마웨족
- 파라 수루이족
- 타피라페족
- 테레나족
- 티쿠나족
- 트레멤베족
- 투피족
- 와오라니족
- 와피샤나족
- 와우자족
- 위토토족
- 샤크리아바족
- 샤반치족
- 쇼클렝족
- 슈쿠루족
- 야노마미족

## 같이 보기
- 아메리카 원주민
- 반데이란치
- 베링 육교
- 아마존 우림
- 브라질의 인구
- 남아메리카의 원주민
- 미접촉부족
- 퍼시 포싯